# Mikael Helmuth
Mikael Helmuth (født 19. december 1958) er en dansk skuespiller. Han blev uddannet fra Statens Teaterskole i 1986 og spillede i årene derefter på Fiolteatret og sidenhen på Teatret ved Sorte Hest, på Folketeatret og på Amager Scenen.
I de senere år har han været instruktør på en række teaterforestillinger og blev i 2002 udnævnt til teaterchef for Team Teatret i Herning.
I 1989 medvirkede han i filmen Dansen med Regitze i en ung udgave af sin egen far. Han har tillige haft roller i flere tv-serier, herunder Bryggeren, Landsbyen og Liberty.

## Privat
Han er søn af skuespilleren Frits Helmuth og den svenske balletdanserinde Agneta Segerskog. Han er også halvbror til Pusle Helmuth. 
Han er far til skuespilleren Kristoffer Helmuth.

## Reference
- Mikael Helmuth på Internet Movie Database (engelsk)
- Mikael Helmuth på Filmdatabasen
- Mikael Helmuth på danskefilm.dk
- Mikael Helmuth på danskfilmogtv.dk
- Mikael Helmuth på Scope
- Mikael Helmuth på Svensk Filmdatabas (svensk)
- Mikael Helmuth på AllMovie (engelsk)
- Mikael Helmuth på The Movie Database (engelsk)